# Take Me To Church
«Take Me To Church» —en català: «Porta'm a l'Església»— és una cançó interpretada pel cantant i compositor irlandès Hozier pertanyent al seu EP debut Take Me To Church (2013), així com al seu àlbum debut homònim (2014). La cançó va ser llançada com el seu primer senzill el 16 de setembre de 2013. Hozier va escriure i va gravar la cançó a l'àtic de la casa del seu pare a Bray, Wicklow, Irlanda.
El vídeo musical de la cançó va ser el principal responsable de la seva gran popularitat. El clip, dirigit per Brendan Canty i Conal Thomson, de la petita companyia productora Feel Good Lost, segueix la relació entre dos homes i la posterior reacció homòfoba violenta. Després del seu llançament a YouTube al setembre del 2013, que ràpidament va començar a ser viral, Hozier signà amb la discogràfica Columbia Records.
El 2014, la cançó va ser un èxit mundial de comercialització i popularitat, aconseguint el número u en 12 països, entre ells estan Itàlia, Àustria, Alemanya, Bèlgica, Hongria, Nova Zelanda, Suècia, Suïssa, Polònia, República Txeca i Eslovàquia. Als Estats Units, es va veure afavorit per les plataformes musicals Shazam i Spotify per convertir-se en un èxit en la ràdio de rock, després d'entrar en el recompte nord-americà Billboard Hot 100, on va aconseguir el número dos al desembre del 2014. La cançó va ser nominada als Premis Grammy com a Cançó de l'Any. La cançó ha estat certificada 5 vegades platí als Estats Units.